# Гамільтон Фіш
Гамільтон Фіш (англ. Hamilton Fish; нар. 3 серпня 1808, Нью-Йорк — пом. 7 вересня 1893, Гаррісон) — американський політик.

## Життєпис
У 1827 закінчив Колумбійський коледж (нині Колумбійський університет).
У 1830 почав свою кар'єру як адвокат у Нью-Йорку.
Свою політичну кар'єру почав у партії вігів і був членом Палати представників США від штату Нью-Йорк з 1843 по 1845.
Був віце-губернатором Нью-Йорка з 1848 по 1849 і губернатор штату з 1849 по 1850.
Він був членом Сенату США з 1851 по 1857. Протягом терміну у Сенаті, він приєднався до нової Республіканської партії.
Він працював державним секретарем США з 1869 по 1877 під керівництвом президента Улісса Гранта.